# A8 (motorväg, Italien)
A8, Autostrada dei Laghi, är en motorväg i norra Italien som går mellan Varese och Milano. A7 invigdes 1924 och är 42,6 km lång. A8 sträcker sig inom regionen Lombardiet.
Detta är Italiens första motorväg. Den brukar ofta räknas som världens första också. Den enda som är äldre är AVUS i Berlin, men denna byggdes som racerbana, medan motorvägen mellan Milano och Varese är byggd som motorväg från början.

## Externa länkar

Karta över A8.